# Tau Ceti

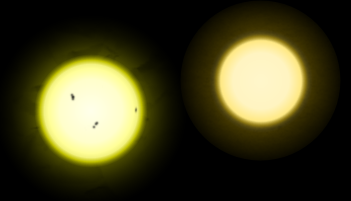
So sánh kích thước của Mặt Trời (trái) và Tau Ceti (phải)

Tau Ceti là một ngôi sao ở chòm sao Kình Ngư về mặt quang phổ giống Mặt Trời nhưng chỉ bằng 78% trọng lượng Mặt Trời. Với khoảng cách 12 năm ánh sáng so với Hệ Mặt Trời, nó là một ngôi sao khá gần. Tau Ceti thiếu kim loại và do đó người ta cho rằng nó ít có khả năng có các hành tinh đá. Các quan sát đã phát hiện lượng bụi gấp mười lần xung quanh Tau Ceti hơn ở Thái Dương Hệ. Ngôi sao này có vẻ ổn định với ít biến thể sao.

Các phương pháp đo tốc độ sao và tia vẫn chưa phát hiện ra các các vật thể xoay quanh ngôi sao Tau Ceti, but given current search refinement, this only excludes substellar companions such as large brown dwarfs. Do nó có nhiều bụi bay quanh, bất cứ hành tinh nào bay quanh Tau Ceti sẽ phải chịu ảnh hưởng nhiều hơn Trái Đất. Tuy nhiên, do nó có đặc tính tương tự như Mặt Trời, Tau Ceti đã mang đến sự quan tâm rộng rãi của con người. Do tính ổn định của sao này và có điểm tương đồng so với Mặt Trời, nó luôn là mục tiêu cho cuộc tìm kiếm Extra-Terrestrial Intelligence (SETI), và nó đã xuất hiện trong một số tác phẩm văn học giả tưởng.

## Tên gọi
Trong tiếng Trung, sao này được gọi là Thiên Thương (天倉).

## Hệ thống hành tinh

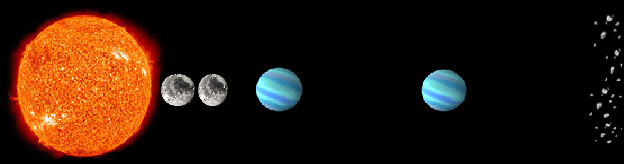
Hệ hành tinh Tau Ceti

Mô phỏng quỹ đạo của các hành tinh trong hệ Tau Ceti

| Thiên thể đồng hành (thứ tự từ ngôi sao ra) | Khối lượng           | Bán trục lớn (AU)    | Chu kỳ quỹ đạo (ngày) | Độ lệch tâm          | Độ nghiêng | Bán kính |
| ------------------------------------------- | -------------------- | -------------------- | --------------------- | -------------------- | ---------- | -------- |
| b (chưa xác nhận)                           | ≥2.0 ± 0.8 M🜨        | 0105+0005 −0006      | 13965+0017 −0024      | 0.16 ± 0.22          | —          | —        |
| g                                           | ≥175+025 −040 M🜨     | 0133+0001 −0002      | 2000+002 −001         | 0.06 ± 0.13          | —          | —        |
| c (chưa xác nhận)                           | ≥31+14 −11 M🜨        | 0195+0009 −0011      | 35362+0088 −0106      | 0.03 ± 0.28          | —          | —        |
| h                                           | ≥183+068 −026 M🜨     | 0.243 ± 0.003        | 4941+008 −010         | 023+016 −015         | —          | —        |
| d (chưa xác nhận)                           | ≥3.6 ± 1.7 M🜨        | 0374+0017 −0020      | 9411+070 −063         | 0.08 ± 0.26          | —          | —        |
| e                                           | ≥393+083 −064 M🜨     | 0.538 ± 0.006        | 16287+108 −046        | 018+018 −014         | —          | —        |
| f                                           | ≥393+105 −137 M🜨     | 1334+0017 −0044      | 63613+1170 −4769      | 016+007 −016         | —          | —        |
| i (chưa xác nhận)                           | ≤5 MJ                | 3–20                 | —                     | —                    | —          | —        |
| Đĩa khí bụi                                 | 62+98 −46–52+3 −8 AU | 62+98 −46–52+3 −8 AU | 62+98 −46–52+3 −8 AU  | 62+98 −46–52+3 −8 AU | 35±10°     | —        |